# ناهنجاری ابشتین
آنومالی ابشتین (انگلیسی: Ebstein's anomaly) یک اختلال قلبی مادرزادی نادر است که در آن ناهنجاری لت‌های دریچه سه لتی وجود دارد (بزرگ شدن لت قدامی). در ۵۰٪ موارد این اختلال با نقص دیواره بین دهلیزی همراه است لذا بزرگی دهلیز راست را مشاهده می‌کنیم.
ناهنجاری ابشتین جزء بیماریهای قلبی مادرزادی سیانوتیک نمی‌باشد. مشکلات همودینامیک این آنومالی اغلب ناشی از نقص دیواره بین‌دهلیزی هستند.
درمان در موارد اختلال شدید جراحی است.